# Dina Anguiano Gómez
Dina Soledad Anguiano Gómez (* 14. August 2001 in Puerto Vallarta) ist eine mexikanische Squashspielerin.

## Karriere
Dina Gómez schloss ihre Juniorenkarriere mit dem Gewinn der Panamerikameisterschaft bei den U19-Juniorinnen ab. Ihre höchste Platzierung in der Weltrangliste erreichte sie mit Rang 234 im Oktober 2017. Mit der mexikanischen Nationalmannschaft nahm sie 2016 an der Weltmeisterschaft teil. Auch bei Panamerikameisterschaften stand sie mehrfach im Kader. 2018 gewann sie bei den Zentralamerika- und Karibikspielen mit der Mannschaft die Goldmedaille, sowie mit Samantha Terán im Doppel die Silbermedaille. Bei Panamerikanischen Spielen sicherte sie sich 2019 mit der Mannschaft Bronze. 

## Erfolge
- Panamerikanische Spiele: 1 × Bronze (Mannschaft 2019)
- Zentralamerika- und Karibikspiele: 1 × Gold (Mannschaft 2018), 1 × Silber (Doppel 2018)